# Tipula (Lunatipula) tanneri
Tipula (Lunatipula) tanneri is een tweevleugelige uit de familie langpootmuggen (Tipulidae). De soort komt voor in het Nearctisch gebied.